# Мисиньш, Харий
Харий Мисиньш (латыш. Harijs Misiņš; 21 июня 1917 — 9 мая 1984) — советский и латвийский театральный и киноактёр, режиссёр, вокальный исполнитель (тенор). Заслуженный артист Латвийской ССР (1955).

## Биография
Родился 21 июня 1917 года в Риге.
Окончил Булдурскую школу садоводства (1936), театральную школу Латвийского профессионального союза актёров (1939). Учился пению в Латвийской консерватории.
Принимал участие в постановках Народного театра (1941—1942). Актёр Цесисского драматического театра (1942—1943). Актёр и певец Латвийского радиофона (1944).
С 1945 года актёр и режиссёр Рижского театра оперетты. Снимался в кино на Рижской киностудии. Один из самых активных участников записей детских произведений на Латвийском радио.
Трагически погиб 9 мая 1984 года в результате дорожно-транспортного происшествия на пешеходном переходе у здания Театра оперетты в Риге.

## Театральное творчество
актёр:
- «В краю голубых озёр» Арвида Жилинского и Элины Залите — Алдис
- «Моя прекрасная леди» Фредерика Лоу — профессор Генри Хиггинс
- «Летучая мышь» Иоганна Штрауса (сына) — Генрих фон Айзенштайн
- «Из подслащённой бутылки» Иманта Калныньша по пьесе Рудольфа Блауманиса — Таукштис

режиссёр:
- 1955 — «Сильва» Имре Кальмана
- 1971, 1979 — «Trejmeitiņas» А. Вилнера и Г. Рейхерта
- 1957, 1984 — «Весёлая вдова» Франца Легара

## Фильмография
- 1957 — Рита — Каммерер
- 1957 — Сын рыбака — Теодор
- 1958 — Чужая в посёлке — Озелкалис
- 1968 — Времена землемеров — Ранке
- 1983 — Сад с призраком — дедушка